# جورج لين (سياسي)
جورج لين (بالإنجليزية: George Lyn)‏ هو سياسي جامايكي، ولد في 1932، وتوفي في 17 يوليو 2013 بسبب نوبة قلبية. انتخب عضو مجلس نواب جامايكا.